# Moon Geun-young
Moon Geun-yeong (Hangul: 문근영, sinh ngày 6 tháng 5 năm 1987) là một nữ diễn viên người Hàn Quốc. Được gọi một cách trìu mến là "Em gái quốc dân", Moon bắt đầu làm người mẫu từ năm 10 tuổi, sau đó bắt đầu diễn xuất vào năm 1999 với tư cách là một nữ diễn viên nhí.
Cô trở nên nổi tiếng thông qua vai diễn Eun-suh lúc nhỏ trong bộ phim truyền hình nổi tiếng Trái tim mùa thu (2000), tiếp theo đó là bộ phim kinh dị được giới phê bình đánh giá cao Câu chuyện hai chị em của đạo diễn Kim Jee-woon (2003). Moon củng cố vị thế của mình bằng vai diễn ấn tượng với các bộ phim ăn khách tại phòng vé Cô dâu 15 tuổi (2004) và Vũ điệu Samba (2005). Ở tuổi 21, cô trở thành người trẻ nhất nhận được Giải thưởng lớn ("Daesang") tại SBS Drama Awards cho bộ phim truyền hình Họa sĩ gió (2008).

## Tiểu sử
Moon Geun Young sinh trưởng trong một gia đình trí thức ở Gwangju, Hàn Quốc. Ba làm thầy giáo, mẹ là nhân viên tại thư viện trung tâm thành phố. Nhờ ngoại hình dễ thương, từ năm 12 tuổi, cô được mời làm người mẫu quảng cáo. Năm 1999, Geun Young lần đầu xuất hiện trên màn ảnh với phim tài liệu "On the way" - do Choi Jae Eun đạo diễn. Khuôn mặt trong sáng, nét diễn tự nhiên của Geun Young đã gây ấn tượng sâu sắc với các nhà làm phim.
Cô theo học trường tiểu học Maegok, trường cấp 2 Woosan, trung học nữ Gukje tại Gwangju, sau này lên Seoul học Đại học Sungkyunkwan khoa Văn học Hàn Quốc.

## Sự nghiệp
Cô bắt đầu sự nghiệp từ những đoạn phim quảng cáo thương mại khi 12 tuổi, sau đó tham gia phim tài liệu On the way của đạo diễn Choi Jae Eun năm 1999.

### Năm 2000
Ở tuổi 13, Moon Geun Young gây "bão" châu Á khi được mời đóng vai chính trong phim truyền hình ăn khách "Trái tim mùa thu" (Autumn in my heart). Cô vào vai Eun Suh của Song Hye Kyo lúc nhỏ. Diễn xuất nhập tâm, chân thực của sao nhí được khen ngợi. Theo Daum, cảnh Eun Suh khóc và mải miết chạy theo xe của cha mẹ nuôi trong đoạn cuối thời thơ ấu lấy nước mắt người xem. Vai diễn giúp Moon Geung Young đoạt giải Diễn viên nhí xuất sắc tại KBS Drama Award.Sau khi phim phát sóng, diễn viên nhí được nhiều fan quốc tế nhận xét diễn xuất không thua kém đàn chị Song Hye Kyo và nhận định cô sẽ tiến xa.

### Năm 2003
Moon Geun Young được giới chuyên môn công nhận tài năng khi góp mặt trong phim điện ảnh "Câu chuyện hai chị em" (A tale of two sisters) của đạo diễn Kim Jee Won. Tác phẩm lọt Top phim kinh dị hay nhất Hàn Quốc mọi thời đại. Phim từng được hai đạo diễn Hollywood - Charles Guard và Thomas Guard - làm lại với tựa đề "The Uninvited".

### Năm 2004
Diễn viên 17 tuổi thủ vai chính trong phim điện ảnh hài tình cảm - "Cô dâu 15 tuổi" - đóng cặp đàn anh Kim Rae-won. Diễn xuất sinh động, thể hiện tâm lý phức tạp của nhân vật mới lớn giúp Moon Geun Young đoạt nhiều giải thưởng, trong đó có "Ngôi sao nổi tiếng" của Rồng Xanh lần 5. Từ đây, nữ diễn viên được mệnh danh là "Em gái quốc dân".
"Cô dâu 15 tuổi" được công chiếu ở nhiều nước châu Á, giúp cô thu về lượng fan đông đảo. Nate cho biết, thời điểm ấy Geun Young liên tục nhận được quà bày tỏ lòng yêu mến từ khắp nơi trên thế giới.

### Năm 2005
Phim điện ảnh Vũ điệu Samba (Innocent Steps) là bước tiến vượt bậc của Moon Geun Young trong sự nghiệp. Cô vào vai Chae Rin - giả danh chị gái đến Hàn Quốc học khiêu vũ. Để được lưu trú tại đây, cô chấp nhận kết hôn giả với ngôi sao khiêu vũ đã giải nghệ kiêm thầy dạy nhảy Young Sae (Park Geon Hyung đóng).
Theo Naver, diễn xuất có chiều sâu và những bước nhảy điêu luyện của diễn viên 18 tuổi chinh phục khán giả. Để đảm nhận vai này, Geun Young phải tập nhảy 10 tiếng mỗi ngày trong suốt nửa năm. Vai Chae Rin mang về cho Geun Young danh hiệu "Nghệ sĩ nổi tiếng" tại lễ trao giải Chuông Vàng và "Diễn viên xuất sắc" tại giải Golden Cinematography.

### Năm 2008
Ở tuổi 21, Geun Young trở thành diễn viên trẻ nhất Hàn Quốc nhận Daesang - giải thưởng cao nhất về diễn xuất - tại Giải thưởng phim truyền hình SBS và 5 giải thưởng lớn khác với phim cổ trang Họa sĩ gió (Painter of the wind). Phim được chuyển thể từ cuốn tiểu thuyết cùng tên bán chạy nhất của tác giả Lee Jung Myung. Moon Geun Young vào vai Shin Yun Bok - họa sĩ tài năng - cải trang nam nhi để tìm hung thủ giết cha. Phim là bản tình ca đẹp về tình thầy trò, tình yêu cao thượng.
Theo Daum, tác phẩm đưa diễn viên trẻ lên hàng ngũ sao hạng A. Hội những người yêu mến Geun Young tại nhiều quốc gia châu Á được thành lập, hoạt động mạnh nhất ở Trung Quốc, Đài Loan.

### Năm 2010
Moon Geun Young có bước chuyển mình về diễn xuất khi thủ vai Eun Jo trong "Chị gái lọ lem" (Cinderella's sister). Khác với những vai diễn ngây thơ, trong sáng trước đó, nhân vật Eun Jo của Geun Young là người có nội tâm phức tạp, chịu nhiều thương tổn. Tuổi thơ bất hạnh khiến cô luôn lạnh lùng, cộc cằn, hoài nghi lòng tốt của mọi người và sẵn lòng làm tổn thương người khác. Biên kịch Kim Kyu Wan ấn tượng trước chuyển biến tâm lý của sao trẻ và chọn cô là diễn viên xuất sắc trong độ tuổi 20. Tác phẩm giúp "Em gái quốc dân" đoạt nhiều giải thưởng danh giá, trong đó có "Nghệ sĩ xuất sắc" tại Baeksang Arts Awards.
Cùng năm, Moon Geun Young vào vai Mae Ri trong phim thần tượng "Yêu giả tình thật" (Mary stayed out all night). Nhân vật của cô có tính cách trong sáng, chưa từng yêu đương hẹn hò nhưng vô tình bị vướng vào hợp đồng hôn nhân với hai anh chàng đẹp trai. Dù không thành công về tỷ lệ người xem tại Hàn Quốc, phim vẫn được fan châu Á đón nhận. Pann cho biết, sự kết hợp của Moon Geun Young và "Hoàng tử châu Á" Jang Geun Suk được yêu mến, thông tin họ luôn vào top tìm kiếm trên Internet.

### Năm 2012
Moon Geun Young kết hợp đàn anh Park Shi Hoo trong phim Alice lạc vào khu Cheongdam-dong (Cheongdam-dong Alice). Cô thủ vai Han Se Kyung - nhà thiết kế thời trang có nhiều ước mơ và hoài bão. Tại công ty thời trang lớn, cô bị phu nhân của chủ tịch bắt nạt, sai khiến. Se Kyung sau đó lên kế hoạch kết hôn với người đàn ông giàu có ở phố Cheongdam-dong để đổi đời.

### Năm 2014
Geun Young đóng chính trong tác phẩm cổ trang Nữ thần lửa (Goddess of fire). Phim xoay quanh cuộc đời nàng Yung Ji tài hoa, bằng nghị lực và niềm tin mãnh liệt trở thành nữ nghệ nhân làm gốm đầu tiên và vĩ đại của triều đại Joseon. Nhân vật bị cuốn vào chuyện tình tay ba với vua thứ 15 của Joseon - Gwang Hae (Lee Sang Yoon đóng) và tướng quân Tae Do (Kim Bum đóng).
Sau khi phim đóng máy, Geun Young và Kim Bum thừa nhận "phim giả tình thật" và cùng đi du lịch châu Âu. Tuy nhiên, 7 tháng sau đó, họ tuyên bố chia tay mà không tiết lộ lý do.

### Năm 2015 - 2017
Moon Geun Young lại gây sốt khi đóng chính trong phim truyền hình Bí mật của làng Achiara (The village: Achiara's secret) - thuộc thể loại trinh thám, kinh dị. Diễn viên vào vai cô giáo So Yoon - từ Canada về Hàn Quốc chịu tang bà ngoại. Những vụ giết người hàng loạt tại ngôi làng tưởng bình yên khiến cô và cảnh sát Woo Jae (Yook Sung Jae đóng) quyết định tìm ra chân tướng sự việc. Vai diễn giúp Geun Young đoạt "Nữ diễn viên phim ngắn xuất sắc" và vào Top 10 ngôi sao tại Giải thưởng phim truyền hình SBS. Cộng đồng fan Việt Nam của Moon Geun Young và nhiều nước châu Á liên tục chia sẻ thông tin phim của thần tượng suốt thời gian phim phát sóng..
Cùng năm, Moon Geun Young tái xuất màn bạc sau 10 năm với vai phụ trong phim điện ảnh Bi kịch triều đại (The Throne). Đây cũng là bước đệm giúp cô được mời đóng chính trong phim "Glass garden" năm 2017. Diễn viên thủ vai Jae Yeon - nhà nghiên cứu năng lượng sinh học có tính cách lập dị. Sau khi bị người yêu phản bội, cô tự tách biệt xã hội, sống ở ngôi nhà kính sâu trong rừng. Phim khá thành công khi khởi chiếu tại Trung Quốc nhờ có sự góp mặt của Geun Young, theo Dispatch bản tiếng Trung.

### Năm 2021
Sau khoảng thời gian ở ẩn để chửa bệnh, Moon Geun Young quay trở lại màn ảnh nhỏ với dự án Memory Point. Tác phẩm xoay quanh Oh Eun Soo (Moon Geun Young đóng), người phụ nữ một lòng chăm sóc người chồng rượu chè rồi chính cô cũng trở thành một kẻ nghiện rượu. Cô chìm đắm trong đau khổ cho đến khi gặp được người đàn ông trẻ tuổi bí ẩn, người giúp cô vượt qua mọi bi kịch trong cuộc sống.

## Đời tư

### Thiên thần từ thiện
Moon Geun Young nổi tiếng không chỉ bởi vẻ ngoài thánh thiện, trong sáng và tài năng. Danh hiệu "em gái quốc dân" có được không đơn giản chỉ vì những yếu tố trên mà còn bởi vì tâm hồn, tấm lòng nhân hậu và rộng lượng của cô diễn viên này.

#### Tổ chức Đọc sách buổi sáng
Moon đã quyên tặng gần 100 triệu won cho Tổ chức Đọc sách buổi sáng, một tổ chức phi lợi nhuận khuyến khích việc đọc sách. Cô quyên 4.3 triệu won vào năm 2005, 4 triệu won vào năm 2006 và 70 triệu won vào năm 2007. Moon âm thầm đóng góp thông qua sự hỗ trợ của mẹ - Ryu Seon Young, những việc làm tốt của cô đã được biết đến khi tổ chức này tiết lộ thông tin tài khoản trên mạng trực tuyến.

#### Trung tâm trẻ em Haenam
Moon quyên tặng khoảng 300 triệu won cho một trung tâm dạy học trẻ em nghèo ở Haenam, phía nam tỉnh Cholla, gần quê nhà Gwangju. Bae Yo Seop mở một lớp dạy thêm miễn phí cho trẻ em nghèo và những gia đình đơn chiếc vào năm 2002. Chương trình đối mặt với việc giải thể khi người chủ quyết định bán đi ngôi nhà. Một tòa nhà mới được trang bị thư viện, phòng máy, nhà vệ sinh và phòng ăn được xây trên mảnh đất ấy. Moon đã tài trợ phí tổn là 200 triệu won. Cô cũng đến thăm lớp học mà không báo trước.

#### Cộng đồng tấm lòng Hàn Quốc
Trong vòng 13 năm qua, Moon đã quyên góp 930 triệu won cho Cộng đồng tấm lòng Hàn Quốc, mạng lưới toàn cầu của 16 tổ chức quỹ phi lợi nhuận và là người quyên góp nhiều nhất, tuy nhiên cô vẫn muốn giấu danh tính. Vào năm 2008, Moon cũng được chọn giữa 100 người "Thắp sáng thế giới" trong một cuộc khảo sát được thực hiện bởi tổ chức Hàn Quốc Xanh.

#### Thư viện Hàn Quốc ở Sydney
Moon một lần nữa lại thể hiện sự hào phóng bằng hành động xây dựng thư viện Hàn Quốc cho thanh niên Hàn du học ở Sydney. Cô hỗ trợ thư viện với mức phí lên đến 100 triệu won và quyên tặng sách. Moon vẫn luôn quyên góp sách với tài sản của chính cô từ năm 2006, khi cô đến thăm họ hàng ở đây và nhận ra sự thiếu thốn về sách và nơi ở của thanh niên Hàn Quốc sống ở Úc. Cô hợp tác với trường Hàn Quốc ở Sydney Lindfield xây dựng Thư viện Hàn Quốc ở Sydney.

#### Quyên góp Trung tâm trẻ em Haenam cho tổ chức phi chính phủ
Vào tháng 4 năm 2009, Moon quyên tặng Trung tâm trẻ em Haenam được sử dụng như là phòng học cho trẻ em nghèo đến NGO Good People, một nhóm từ thiện quốc tế của Liên Hợp Quốc tư vấn đặc biệt nhằm nâng cao tính bền vững và xóa đói giảm nghèo thông qua khôi phục lại lòng tự trọng, sử dụng các nguyên tắc của phẩm giá con người và bình đẳng ở cấp độ toàn cầu. Với lòng tốt và sự hào phóng đó, cô em gái được yêu mến của Hàn Quốc Moon Geun Young ngày càng trở nên đẹp hơn trong mắt công chúng. Sự nổi tiếng của cô vốn dĩ vẫn tạo cảm giác yêu mến và dễ chịu đối với người khác hơn là sự ghen ghét, đố kị.

### Cuộc sống riêng tư và học tập
Moon Geun Young được mọi người yêu quý nhờ vẻ đáng yêu và trong sáng khi cô tham gia diễn xuất trong bộ phim truyền hình Trái tim mùa thu (2000).
Không giống như các diễn viên thiếu niên nổi tiếng khác giờ đã trưởng thành, cô luôn có 1 vẻ đẹp của một thiếu nữ. Cô học tập rất chăm chỉ và diễn xuất tốt và cô có 1 vẻ đẹp hoàn hảo rất tự nhiên.
Vào tháng 5-2005, Moon xuất hiện trên sân khấu ở Liên hoan phim quốc tế Cannes và ở Palais de Festival tại Pháp.  
Moon được xếp thứ nhất trong danh sách những diễn viên có quyền lực nhất vào năm 2005, cùng với nữ diễn viên Chung Muro (nhà sản xuất phim Hàn Quốc) đó là những diễn viên có số lượng fan nhiều nhất và có số lượng bán vé nhiều nhất trong những show riêng lẻ dựa trên tên tuổi của người đó.
Hiệp hội Các nhà quảng cáo Hàn Quốc bình chọn Moon Geun Young là người mẫu tốt nhất để đại diện cho các nhà quảng cáo. Hiệp hội gồm 200 thành viên trao tặng Moon và nam diễn viên Jo Seung Woo là người thắng cuộc với Giải thưởng người mẫu quảng cáo tốt nhất 2005. Những người chiến thắng được quyết định bởi bình chọn dựa trên số tiền họ đóng góp để thúc đẩy doanh số bán hàng của sản phẩm và nâng cao hình ảnh của nhà quảng cáo.
Moon Geun Young tốt nghiệp tại trường cấp 3 Gwangju Gukje vào tháng 2 năm 2006. Vào tháng 3 năm 2006, cô vào học ở trường Đại học Sungkyunkwan tại Seoul. Moon Geun Young đã dành hết thời gian cho việc học và luôn có mặt đầy đủ trong các buổi học từ khi cô bước vào trường đại học.
Năm 2006, Moon Geun Young và cựu diễn viên Ahn Sung Ki chủ trì Liên hoan phim quốc tế Busan (BIFF), liên hoan phim quốc tế lớn nhất ở Hàn Quốc.
Trong năm 2008, cô đã nghỉ một năm học tập trung cho bộ phim Họa sĩ gió. Trước khi khi ký hợp đồng để đóng phim Họa sĩ gió, Moon Geun Young đã nhiều suy nghĩ về việc bảo lưu kết quả học tập. Cô nghĩ rằng sẽ không thể làm hết khả năng với việc học và đóng phim cùng 1 lúc. Moon Geun Young đã thể hiện quyết tâm mạnh mẽ để hoàn thành trách nhiệm của một sinh viên, và việc bảo lưu kết quả học tập xem như là quyết định của cô để giữ lời hứa của cô về việc hoàn thành tiếp việc học của cô.
Cô đã tốt nghiệp khoa Văn ngữ Hàn Quốc của trường Đại học Sungkyunkwan vào năm 2016.

### Năm 2017, tạm dừng hoạt động để chữa bệnh
Đầu năm 2017, Moon Geun Young đã phải phẫu thuật khẩn cấp do hội chứng chèn ép khoang nguy hiểm. Đây là bệnh hiếm gặp, thường gặp ở tuổi trung niên và cần được phát hiện kịp thời để tránh những biến chứng nguy hiểm.Bệnh tình nghiêm trọng khiến cô bị tăng cân và xuống sắc trông thấy
Năm 2018, Moon Geun Young thừa nhận cô trải qua một giai đoạn ghét bản thân và tâm lý suy sụp thực sự. Tuy nhiên, sau đó, cô dần thay đổi: "Tôi trở nên thoải mái hơn với suy nghĩ rằng thay vì sống cho người khác, tôi nên sống cho chính mình".
Năm 2020, Moon Geun Young quyết định rời khỏi công ty quản lý đã gắn bó với mình suốt 16 năm. Trong thời gian tạm xa làng giải trí, Geun Young tập trung chăm sóc bản thân, thỉnh thoảng cập nhật hình ảnh lên trang cá nhân và lên kế hoạch tái xuất.

### Năm 2021, quay trở lại hoạt động sau thời gian dài vắng bóng
Cuối năm 2021, Moon Geun Young quay trở lại màn ảnh nhỏ với dự án Memory Point. Tác phẩm xoay quanh Oh Eun Soo (Moon Geun Young đóng), người phụ nữ một lòng chăm sóc người chồng rượu chè rồi chính cô cũng trở thành một kẻ nghiện rượu. Cô chìm đắm trong đau khổ cho đến khi gặp được người đàn ông trẻ tuổi bí ẩn, người giúp cô vượt qua mọi bi kịch trong cuộc sống.

## Phim tham gia

### Phim điện ảnh
| Năm  | Tựa đề                  | Vai                         |
| 1999 | Trên đường              | Phim tài liệu               |
| 2002 | Bản giao hưởng tình yêu | Lee Ji-yoon                 |
| 2003 | Câu chuyện hai chị em   | Bae Su-yeon                 |
| 2004 | Cô dâu 15 tuổi          | Seo Bo-eun                  |
| 2005 | Vũ điệu Samba           | Jang Chae-rin               |
| 2006 | Hãy nói yêu em          | Ryu Min                     |
| 2015 | Bi kịch triều đại       | Hiến Kính Vương hậu họ Hồng |
| 2017 | Khu vườn thủy tinh      | Jae-yeon                    |

### Phim truyền hình
| Năm  | Tựa đề                            | Vai                   |
| 1999 | Thầy cơm cháy và bảy củ khoai tây | Han Mi-soo            |
| 2000 | Trái tim mùa thu                  | Choi Eun-suh lúc nhỏ  |
| 2000 | Trung tâm y tế                    | Khách mời, tập 15     |
| 2001 | Hoàng hậu Myeongseong             | Min Ja-yeong lúc trẻ  |
| 2001 | Cuộc sống tươi đẹp                | Yoo Hee-jung lúc trẻ  |
| 2003 | Cô vợ                             | Han Min-ju            |
| 2008 | Họa sĩ gió                        | Shin Yun-bok          |
| 2010 | Chị kế của Lọ Lem                 | Go Eun-jo/Song Eun-jo |
| 2010 | Anh ấy là chồng tôi               | Wi Mae-ri             |
| 2012 | Alice lạc vào khu Cheongdam-dong  | Han Se-kyung          |
| 2013 | Nữ thần lửa                       | Yoo Jung              |
| 2015 | Bí mật của làng Achiara           | Han So-yoon           |
| 2019 | Cảnh sát bắt ma                   | Yoo Ryung             |

### Kịch
| Năm  | Tựa đề          | Vai trò |
| 2010 | Closer (Play)   | Alice   |
| 2016 | Romeo và Juliet | Juliet  |

## Chương trình truyền hình
| Năm       | Tựa đề                                        | Kênh      |
| 1997      | TV Brings Love                                | KBS       |
| 2000-2001 | Music Camp                                    | MBC       |
| 2000-2001 | Gwangju Broadcasting Station Quiz Champ       | KBC       |
| 2000      | Free Saturday                                 | KBS       |
| 2000      | Jung Euna's Good Morning                      | SBS       |
| 2001      | Son Chang-min & Kim Won-hee's 3 Days of Love  | iTV       |
| 2003      | Fairytale World Dreams                        | KBS       |
| 2004      | Park Soo-hong & Yoon Jung-soo's Love House    | MBC       |
| 2004      | Star Golden Bell                              | KBS       |
| 2005      | Yashimanman                                   | SBS       |
| 2005      | Yashimanman                                   | SBS       |
| 2005      | e-learning Championship Final                 | iTV       |
| 2006      | Yashimanman                                   | SBS       |
| 2009      | Giải thưởng phim truyền hình SBS              | SBS       |
| 2010      | Happy Together season 3 tập 142-143           | KBS2      |
| 2011      | Hong Eun-hee's Music Town                     | Radio MBC |
| 2012      | Running Man tập 114-115                       | SBS       |
| 2015      | 2 Days & 1 Night Season 3 tập 76 - 77 - 78    | KBS2      |
| 2019      | The Secret and Great Private Lives of Animals | KBS2      |
| 2019      | Those Who Cross the Line – Season 2           | MBC       |
| 2019      | Amazing saturday tập 80                       | tvN       |

## Quảng cáo/Đại sứ
| Năm       | Sản phẩm/Sự kiện                            | Vai trò                    |
| 2003-2005 | Petitzel                                    | Người mẫu dẫn chương trình |
| 2003      | Gwangju Kimchi Festival                     | Đại sứ                     |
| 2003-2004 | Gwangju International Film Festival         | Đại sứ                     |
| 2004      | Korean e-Learning Initiative                | Đại sứ                     |
| 2004      | Young Voter's Campaign                      | Đại sứ                     |
| 2004-2005 | Empas                                       | Người mẫu dẫn chương trình |
| 2004-2005 | Ivy Club                                    | Người mẫu dẫn chương trình |
| 2004-2006 | VOV Cosmetics                               | Người mẫu dẫn chương trình |
| 2005      | 2% Water                                    | Người mẫu dẫn chương trình |
| 2005      | Ủy ban bầu cử Quốc gia của Hàn Quốc         | Đại sứ                     |
| 2005-2006 | Viki                                        | Người mẫu dẫn chương trình |
| 2005-2009 | Mr. Pizza                                   | Người mẫu dẫn chương trình |
| 2007-2009 | Chiến dịch nâng cao nhận thức về ung thư vú | Đại sứ                     |
| 2007-2009 | Innisfree                                   | Người mẫu dẫn chương trình |
| 2009      | Bulgaris Yogurt                             | Người mẫu dẫn chương trình |
| 2009-2010 | Love Tree Project                           | Đại sứ                     |
| 2010-2011 | Basic House Korea and China                 | Người mẫu dẫn chương trình |
| 2012      | Vita 500                                    | Người mẫu dẫn chương trình |

## Giải thưởng
| Giải thưởng & các đề cử | Giải thưởng & các đề cử                      | Giải thưởng & các đề cử                   | Giải thưởng & các đề cử             | Giải thưởng & các đề cử |
| Năm                     | Giải thưởng                                  | Thể loại                                  | Đề cử                               | Kết quả                 |
| ----------------------- | -------------------------------------------- | ----------------------------------------- | ----------------------------------- | ----------------------- |
| 1999                    | Giải thưởng Edubox Kones                     |                                           |                                     | Đoạt giải               |
| 2000                    | Giải thưởng kịch MBC                         | Nữ diễn viên nhí xuất sắc                 | Trái tim mùa thu                    | Đoạt giải               |
| 2003                    | Giải Điện ảnh Thanh Long lần 24              | Diễn viên nữ mới xuất sắc                 | Câu chuyện hai chị em               | Đề cử                   |
| 2004                    | Giải Chuông Vàng lần 41                      | Giải thưởng phổ biến                      | Cô dâu 15 tuổi                      | Đoạt giải               |
| 2004                    | Giải Chuông Vàng lần 41                      | Diễn viên nữ mới xuất sắc                 | Cô dâu 15 tuổi                      | Đoạt giải               |
| 2004                    | Giải Nghệ thuật Điện ảnh Chunsa lần 12       | Diễn viên nữ mới xuất sắc                 | Cô dâu 15 tuổi                      | Đoạt giải               |
| 2004                    | Giải Điện ảnh Thanh Long lần 25              | Giải thưởng ngôi sao phổ biến             | Cô dâu 15 tuổi                      | Đoạt giải               |
| 2004                    | Giải Điện ảnh Hàn Quốc lần 3                 | Diễn viên nữ mới xuất sắc                 | Cô dâu 15 tuổi                      | Đề cử                   |
| 2005                    | Giải Chuông Vàng lần 42                      | Giải thưởng phổ biến                      | Vũ điệu Samba                       | Đoạt giải               |
| 2005                    | Giải Chuông Vàng lần 42                      | Diễn viên nữ xuất sắc                     | Vũ điệu Samba                       | Đề cử                   |
| 2006                    | Giải thưởng vàng Nghệ thuật quay phim lần 29 | Diễn viên nữ xuất sắc                     | Vũ điệu Samba                       | Đoạt giải               |
| 2007                    | Giải Chuông Vàng lần 44                      | Diễn viên nữ xuất sắc                     | Hãy nói yêu em                      | Đề cử                   |
| 2008                    | Giải thưởng Grimae lần 21                    | Diễn viên nữ xuất sắc                     | Họa sĩ gió                          | Đoạt giải               |
| 2008                    | Giải thưởng phim truyền hình SBS             | Cặp đôi xuất sắc nhất với Moon Chae-won   | Họa sĩ gió                          | Đoạt giải               |
| 2008                    | Giải thưởng phim truyền hình SBS             | Top 10 ngôi sao                           | Họa sĩ gió                          | Đoạt giải               |
| 2008                    | Giải thưởng phim truyền hình SBS             | Top nữ diễn viên xuất sắc                 | Họa sĩ gió                          | Đề cử                   |
| 2008                    | Giải thưởng phim truyền hình SBS             | Giải thưởng lớn Daesang                   | Họa sĩ gió                          | Đoạt giải               |
| 2009                    | Liên hoan phim quốc tế Busan lần 4           | Giải thưởng phổ biến                      | Họa sĩ gió                          | Đoạt giải               |
| 2009                    | Liên hoan phim quốc tế Busan lần 4           | Diễn viên nữ xuất sắc                     | Họa sĩ gió                          | Đề cử                   |
| 2009                    | Giải Nghệ thuật Baeksang lần 45              | Diễn viên nữ xuất sắc (TV)                | Họa sĩ gió                          | Đoạt giải               |
| 2010                    | Giải thưởng Tấm vé Vàng                      |                                           | Closer (Play)                       | Đoạt giải               |
| 2010                    | Giải thưởng châu Á Yahoo! Buzz               | Giải thưởng ngôi sao nữ nổi tiếng         | Anh ấy là chồng tôi                 | Đoạt giải               |
| 2010                    | Giải thưởng kịch MBC                         | Cặp đôi xuất sắc nhất với Jang Geun Suk   | Anh ấy là chồng tôi                 | Đoạt giải               |
| 2010                    | Giải thưởng kịch MBC                         | Cặp đôi xuất sắc nhất với Chun Jung-myung | Chị gái lọ lem                      | Đề cử                   |
| 2010                    | Giải thưởng kịch MBC                         | Giải thưởng phổ biến                      | Chị gái lọ lem                      | Đoạt giải               |
| 2010                    | Giải thưởng kịch MBC                         | Giải thưởng nữ diễn viên cộng động mạng   | Chị gái lọ lem                      | Đề cử                   |
| 2010                    | Giải thưởng kịch MBC                         | Top nữ diễn viên xuất sắc                 | Chị gái lọ lem                      | Đoạt giải               |
| 2011                    | Liên hoan phim quốc tế Busan lần 6           | Nữ diễn viên nổi bật Hàn Quốc             | Anh ấy là chồng tôi                 | Đoạt giải               |
| 2011                    | Giải Nghệ thuật Baeksang lần 47              | Diễn viên nữ phổ biến nhất                | Chị gái lọ lem                      | Đoạt giải               |
| 2013                    | Giải thưởng phim truyền hình SBS             | Top nữ diễn viên xuất sắc Miniseries      | Nàng Alice phố Cheongdam-dong       | Đề cử                   |
| 2013                    | Giải thưởng kịch MBC                         | Top nam nữ diễn viên xuất sắc SPD         | Nữ thần lửa                         | Đề cử                   |
| 2014                    | Liên hoan phim quốc tế Busan lần 9           | Nữ diễn viên nổi bật Hàn Quốc             | Nữ thần lửa                         | Đề cử                   |
| 2015                    | Giải thưởng phim truyền hình SBS             | Top 10 ngôi sao                           | Bí mật của làng Achiara             | Đoạt giải               |
| 2015                    | Giải thưởng phim truyền hình SBS             | Top nữ diễn viên xuất sắc Miniseries      | Bí mật của làng Achiara             | Đoạt giải               |
| 2018                    | 2nd Malaysia Golden Global Awards            | Nữ diễn viên chính xuất sắc nhất          | Khu vườn thủy tinh                  | Đề cử                   |
| 2019                    | Giải thưởng giải trí MBC                     | Nữ nghệ sĩ xuất sắc ( tạp kỹ )            | Those Who Cross the Line – Season 2 | Đề cử                   |